# CAH Vilentum Hogeschool
Aeres Hogeschool Dronten (voorheen CAH Dronten en CAH Vilentum Dronten) is een van oorsprong christelijke agrarische hogeschool (HAO) in Dronten.
Samen met de hogeschoollocaties in Almere en Wageningen (voorheen Stoas Hogeschool) ging CAH Vilentum in september 2016 verder onder de naam Aeres Hogeschool. Aeres Hogeschool maakt deel uit van de Aeres-groep waaronder ook het voormalige Groenhorst (vmbo en mbo), Agrojobs, PTC+ en het Aeres Praktijkcentrum Dronten vallen.

## Geschiedenis
In 1957 is de Christelijke Hogere Landbouw School (CHLS) gestart in Ede met 14 leraren en 11 studenten. In 1968 werd de locatie in Dronten geopend die anno 2014 ongeveer 1500 studenten (voltijds, deeltijds en internationaal) en ongeveer 160 medewerkers had.
In oktober 2010 opende de toenmalige Christelijke Agrarische Hogeschool (CAH) een vestiging in Almere, gericht op jongeren uit de Randstad met interesse in biologie, voeding, gezondheid en duurzaamheid. In verband met de groei van het aantal leerlingen is de school al snel verhuisd naar gebouw 't Circus in het hart van Almere.
In 2011 is de hogeschool gestart met het bouwen van een nieuw duurzaam en markant schoolgebouw in Dronten op ongeveer dezelfde locatie als waar het oude gebouw stond, nabij Station Dronten aan de spoorlijn Lelystad - Zwolle. In mei 2012 heeft de hogeschool haar intrek in het nieuwe gebouw genomen met ruimte voor zo'n 1600 studenten.
In de zomer van 2012 zijn CAH Dronten, CAH Almere en Stoas Hogeschool gefuseerd tot Vilentum Hogeschool. CAH Dronten en CAH Almere noemden zich sindsdien CAH Vilentum Hogeschool, Stoas heette vanaf dat moment voluit Stoas Wageningen | Vilentum Hogeschool.
Op 1 september 2016 werden een nieuwe naam en huisstijl gelanceerd, en kwam Aeres Hogeschool met faculteiten in Wageningen, Almere en Dronten tot stand.

## Profiel
De studies van de hogeschool staan in het teken van een beroepsgerichte training op het brede terrein van de voedselketen en de natuurlijke leefomgeving. De Aeres Hogeschool Dronten is een van oorsprong christelijke school, die open staat voor iedereen. De studenten komen uit alle windrichtingen (zo'n 100 internationale studenten) en ook uit alle maatschappelijke stromingen.
De onderzoeksfunctie van de hogeschool wordt met behulp van lectoren en kenniskringen ingevuld. Daarvoor heeft Aeres Hogeschool een onderzoeksprogramma vastgesteld, waar de verschillende lectoraten een eigen bijdrage aan leveren. Dit onderzoeksprogramma van de is geënt op de merkbelofte van de hogeschool "The Economy of Life" en kan worden samengevat met de volgende woorden: gezond samen-leven en duurzaam ondernemen.

### Schoolbedrijven Dronten
- Schoolboerderij ‘Aeres Farms’

Naast het theoretische deel van de studie aan de Aeres Hogeschool, vestiging Dronten is voor studenten de gelegenheid om kennis te maken met de dagelijks praktijk van de landbouw. De Schoolboerderij is een gemengd bedrijf met akkerbouw en melkveehouderij.
- CVDB

Sinds april 1998 is het Coöperatief Veredelings- en Demonstratie Bedrijf (CVDB) gevestigd op de Wisentweg in Dronten. Het CVDB is een intensief veehouderijbedrijf met onder andere een gesloten varkensbedrijf van 40 zeugen. Naast de varkenstak zijn er 1000 leghennen waarvan de eieren door middel van huisverkoop verkocht worden. Ook zijn er nog een 40-tal schapen aanwezig.

## Studenten
Er zijn in totaal 4 studentenverenigingen bij Aeres Hogeschool Dronten:
- USRA
- Ichthus (voorheen Alpha)
- Vis Vitalis
- De Polder

Er is 1 studentenverenigingen bij CAH Vilentum in Almere:
- ['endzjin]

De Vereniging Van Afgestudeerde Dronten is een netwerk voor alle afgestudeerden van Aeres Hogeschool Dronten en Wageningen. Deze VVAD wil als netwerk opereren.
Aan de Wisentweg in Dronten is een pensionstal voor studenten, "De Paardenplaats".

## Bekende oud-studenten
- Joris Voorhoeve (CHLS, afgestudeerd in 1964)